# Biała lilia
Biała lilia (tytuł oryginalny: Zambakët e bardhë) – albański film fabularny z roku 1983 w reżyserii Ilira Begi.

## Opis fabuły
Film telewizyjny. Akcja filmu rozgrywa się w środowisku studenckim. Luljeta i Jetnor studiują razem i planują wspólną przyszłość. Sprawdzianem ich uczuć jest praktyka studencka w jednym z albańskich kołchozów.

## Obsada
- Flutura Godo jako Luljeta
- Vangjel Agora jako Jetnor
- Reshat Arbana jako pedagog Petrit
- Ilia Shyti jako prof. Luan
- Mimika Luca jako Drita, sekretarz partii
- Shkëlqim Daja jako Roland
- Merita Zoto jako Mimoza
- Drita Haxhiraj jako laborantka
- Ilirian Aliu jako student
- Luan Qerimi jako ojciec Luljety
- Bilbil Kazmi jako agronom
- Kristaq Papa jako dyrektor instytutu
- Mimoza Bushati jako studentka
- Mariana Kondi jako brygadzistka
- Enver Dauti jako pracownik kołchozu
- Xhafer Xhafa jako pracownik kołchozu